# 터틀 베이 브리지

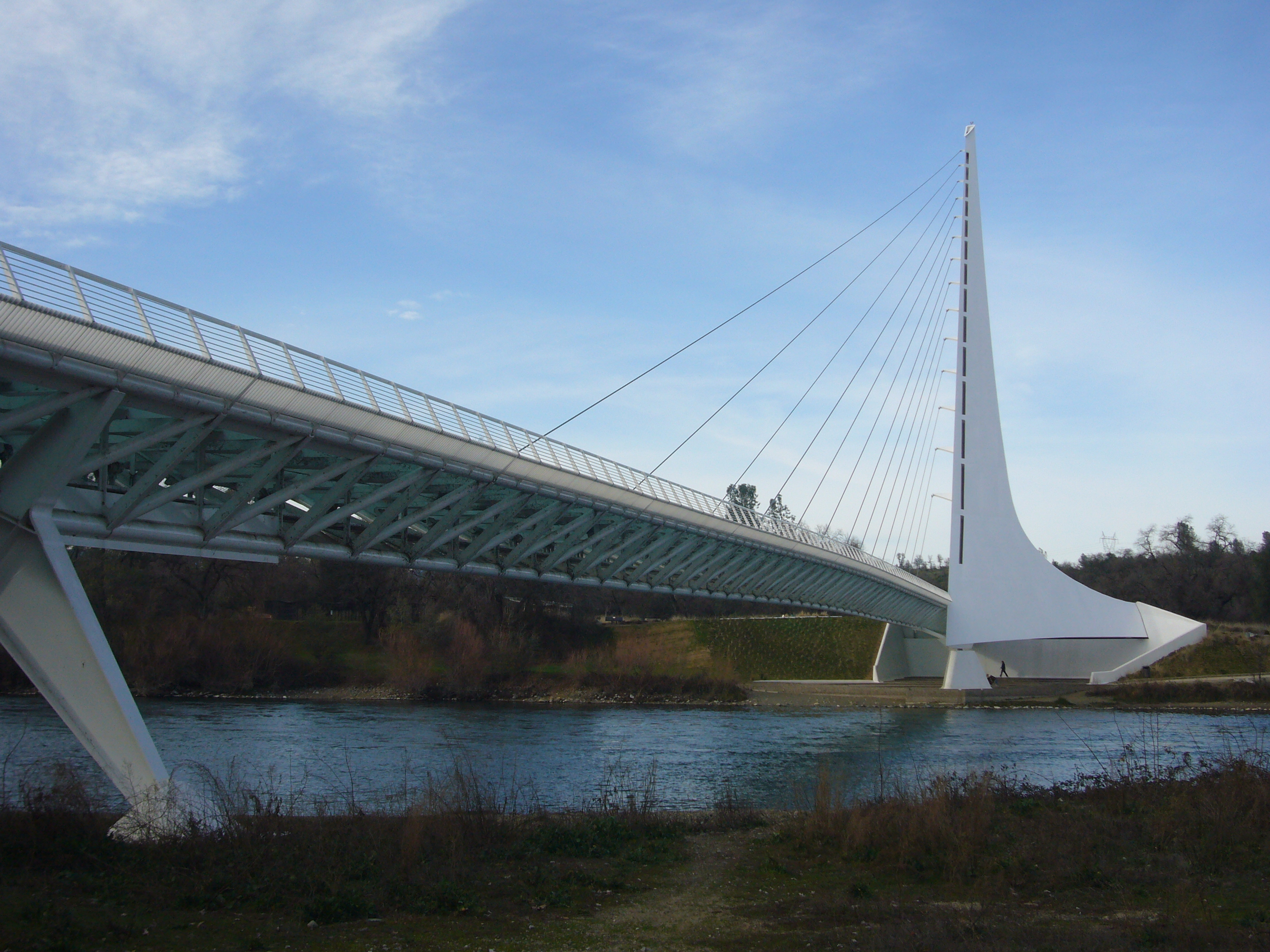
터틀 베이 브리지

터틀 베이 브리지(Turtle Bay Bridge)는 레딩에서 새크라멘토강을 건너는 다리이다. 선다이얼(Sundial Bridge)이라고도 부른다. 레딩의 대표적인 상징물이다.